# Ngardmau Waterfall
Die Ngardmau Waterfall (auch: Madafall a Iegad, Matal Eigad, Medallaiechad) ist ein Wasserfall auf der Insel Babeldaob in Palau.
Der Wasserfall befindet sich im Westen der Insel im Bereich des administrativen Staates Ngardmau, an der Grenze zum benachbarten administrativen Staat Ngaraard. Er liegt im Ngardmau Waterfall Conservation Area, östlich der großen Bauxit-Minen von Ngardmau.
Der Wasserfall selbst hat eine Höhe von etwa 30 Metern.